# 平溪街道
平溪街道，是中华人民共和国贵州省铜仁市玉屏侗族自治县下辖的一个街道办事处。
2015年3月18日，贵州省人民政府批复同意撤销平溪镇建制，以原平溪镇七里塘村、舞阳村、安坪村、马头田村、红花村、杨柳村、平溪村、文水社区、教场坝社区为平溪街道行政区域，街道办事处驻舞阳村。

## 行政区划
平溪街道下辖以下地区：
文水社区、教场坝社区、平溪村、红花村、舞阳村、七里塘村、安坪村、马头田村和杨柳村。